# Francisco Rizi

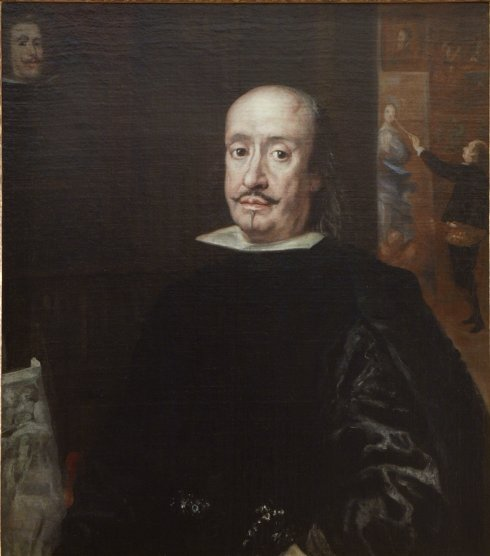
Porträt Francisco Rizis von Isidoro Arredondo. Früher wurde der Dargestellte für Juan Carreño de Miranda gehalten.

Francisco Rizi (de Guevara) (* 9. April 1614 in Madrid; † 1685 im Escorial) war ein spanischer Maler italienischer Herkunft, und einer der Vorreiter und wichtigsten Exponenten des madrilener Hochbarock ab der Mitte des 17. Jahrhunderts.

## Biografie

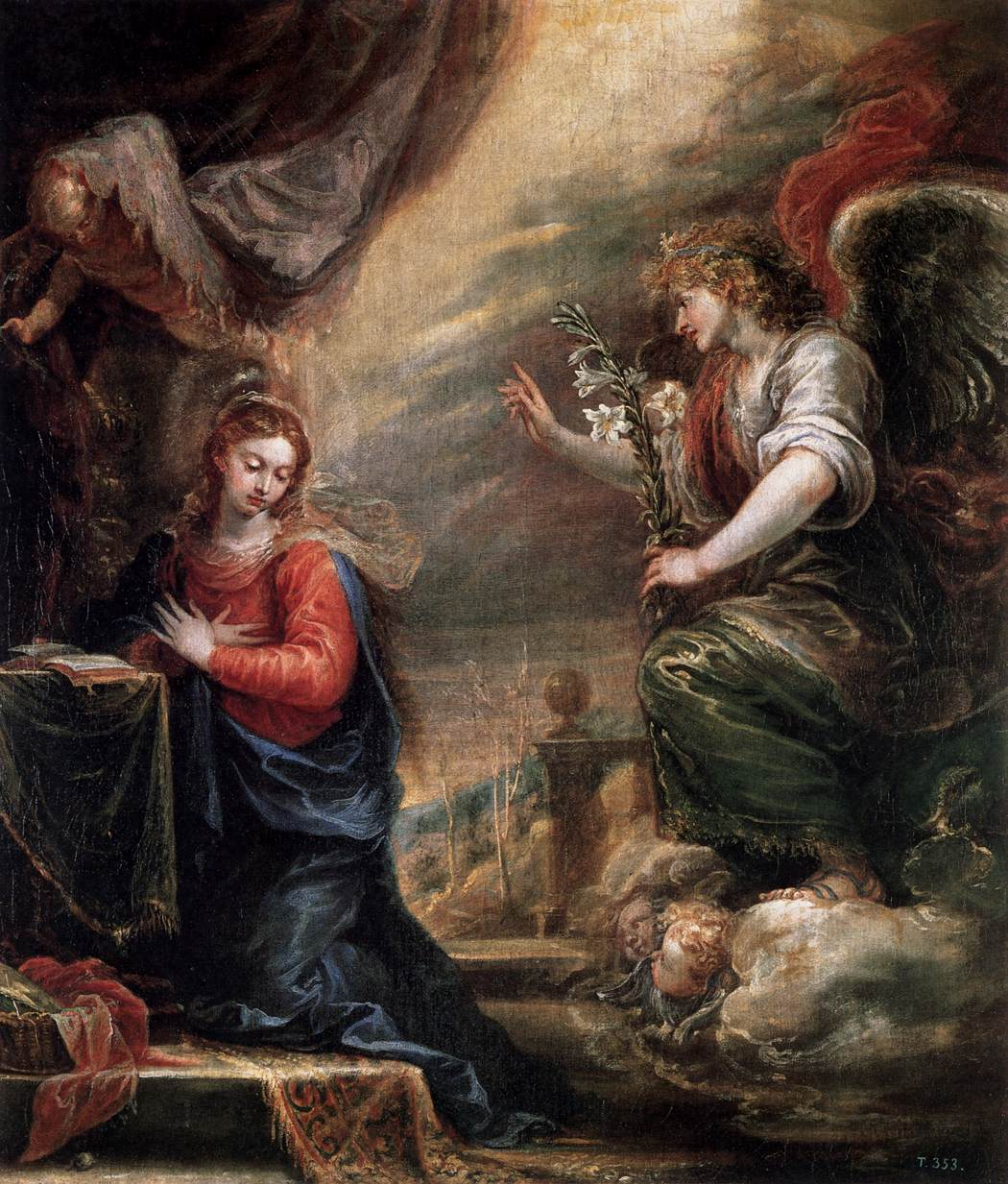
Francisco Rizi: Mariä Verkündigung, um 1663, 112 cm × 96 cm, Prado, Madrid

Francisco Rizi war das letzte von elf Kindern des italienischen Malers Antonio Ricci und der Gabriela Guevara; die typisch italienische Namensform „Ricci“ wurde ins Spanische als „Rizi“ übertragen. Sein Vater stammte ursprünglich aus Bologna und war zusammen mit Federico Zuccaro nach Spanien gekommen, um im Klosterpalast des Escorial zu arbeiten. Auch Franciscos Bruder Juan Andrés war Maler und Kunsttheoretiker.
Seine Ausbildung erhielt Francisco Rizi zunächst bei Vicente Carducho. Schon ab 1638 hatte er Beziehungen zum königlichen Hof – möglicherweise dank seines Lehrers Carducho – und arbeitete 1639 im alten Alcázar zu Madrid am Dekor des Salón dorado („Goldener Saal“) auch genannt De las comedias (Komödiensaal).
Er schuf häufig Fest- und Bühnendekorationen, unter anderem 1649 anlässlich der Ankunft der königlichen Gemahlin Maria Anna von Österreich in Madrid, zusammen mit Alonso Cano, Pedro de la Torre, Sebastián Herrera Barnuevo u. a. Ab 1649 arbeitete er auch als Bühnenmaler für die Aufführungen im Theater des Buen Retiro-Palastes, dessen Direktor er jahrzehntelang war. Laut Palomino erwies er sich dabei als „großartiger Architekt und Meister der Perspektive“ (grandísimo arquitecto y perspectivo).
Die Erfahrungen in Architektur und Perspektive, die er als Dekorationsmaler sammelte, übertrug Rizi mit gleichem Erfolg auf religiöse Malereien für zahlreiche Kirchen in und um Madrid und Toledo; hier schuf er sowohl Fresken, als auch Altarbilder in Öl.

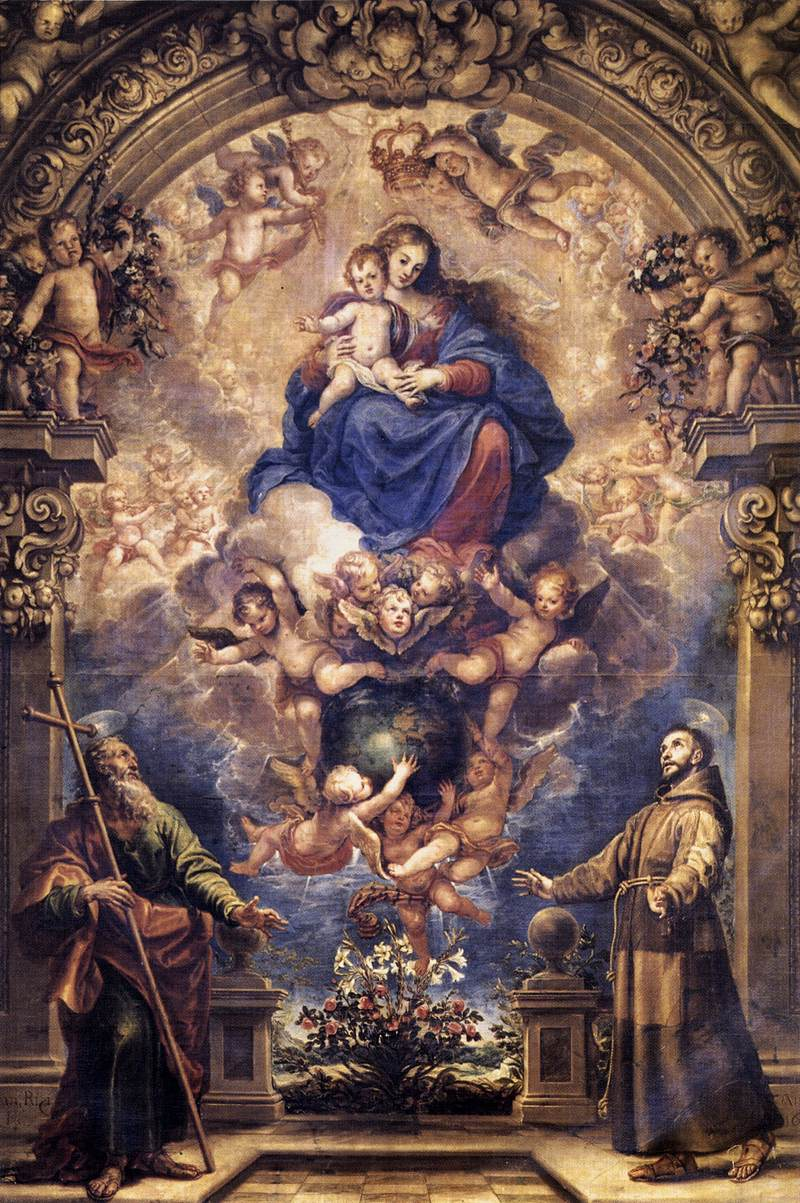
Francisco Rizi: Maria mit Kind und den Heiligen Philipp und Franziskus, 1650, Kapuzinerkonvent von El Pardo

Besonders eng verbunden war er mit der Kathedrale von Toledo: Er wurde im Juni 1653 offiziell zum Maler der Kathedrale bestellt und schuf für sie alle möglichen Arbeiten, und darunter auch Festdekorationen für die Semana Santa (1668–1669). Dieses Monument wurde von Palomino wegen seiner mystischen Anspielungen besonders gelobt, und er bezeichnete Rizi in dem Zusammenhang als „sehr gebildet, besonders in den Humanwissenschaften (siehe: Humanismus); und so waren seine Werke und Einfälle immer sehr gut fundiert“.
Bei den Kuppelfresken des Oktogons der Kathedrale von Toledo arbeitete er zusammen mit Juan Carreño de Miranda, mit dem ihn in den 1660ern überhaupt eine fruchtbare Zusammenarbeit verband.
1656 wurde Francisco Rizi offiziell zum Maler des Königs Philipp IV. ernannt und ab 1661 durfte er im Alcázar von Madrid wohnen. Seine Zusammenarbeit mit Carreño begann 1659, als sie gemeinsam mit den Bologneser Quadraturmalern Agostino Mitelli und Angelo Michele Colonna an der Decke des Spiegelsaales im Alcázar arbeiteten, unter der Oberaufsicht von Diego Velázquez. Thema dieser Fresken war die Geschichte der Pandora; sie wurden 1734 beim Brand des Alcázar zusammen mit vielen anderen Kunstschätzen zerstört. Auch andere Arbeiten aus der Kooperation von Rizi mit Carreño sind heute verschwunden.
Rizis Beziehungen zum Königshof verschlechterten sich 1669, als der Posten eines Konservatoren im Escorial an Sebastián Herrera Barnuevo vergeben wurde, und sein Kollege Carreño de Miranda zum Maler des Königs und zwei Jahre später (1671) zum Kammermaler ernannt wurde. Rizi fühlte sich übergangen und verletzt und adressierte 1673 ein „berühmtes“ Memorial an die Königinwitwe Maria Anna, in dem er sich beschwerte und alle Werke aufzählte, die er für die Königsfamilie bzw. den Hof geschaffen hatte. Als kleinen Ausgleich bewilligte ihm Maria Anna 1675 eine Pension. Die Beziehungen verbesserten sich so weit, dass er direkt nach der Heirat von Karl II. mit Marie Louise d’Orléans zwei Reiterporträts der Brautleute malte, die er Anfang 1680 dem Stadtrat von Toledo schenkte (heute im Rathaus). Bis zur Auffindung der Schenkungsurkunde galten diese beiden Porträts als Werke von Carreño de Miranda, obwohl Rizi nicht über dessen porträtmalerische Qualitäten verfügte und es sich eher um mittelmäßige Arbeiten handelt.

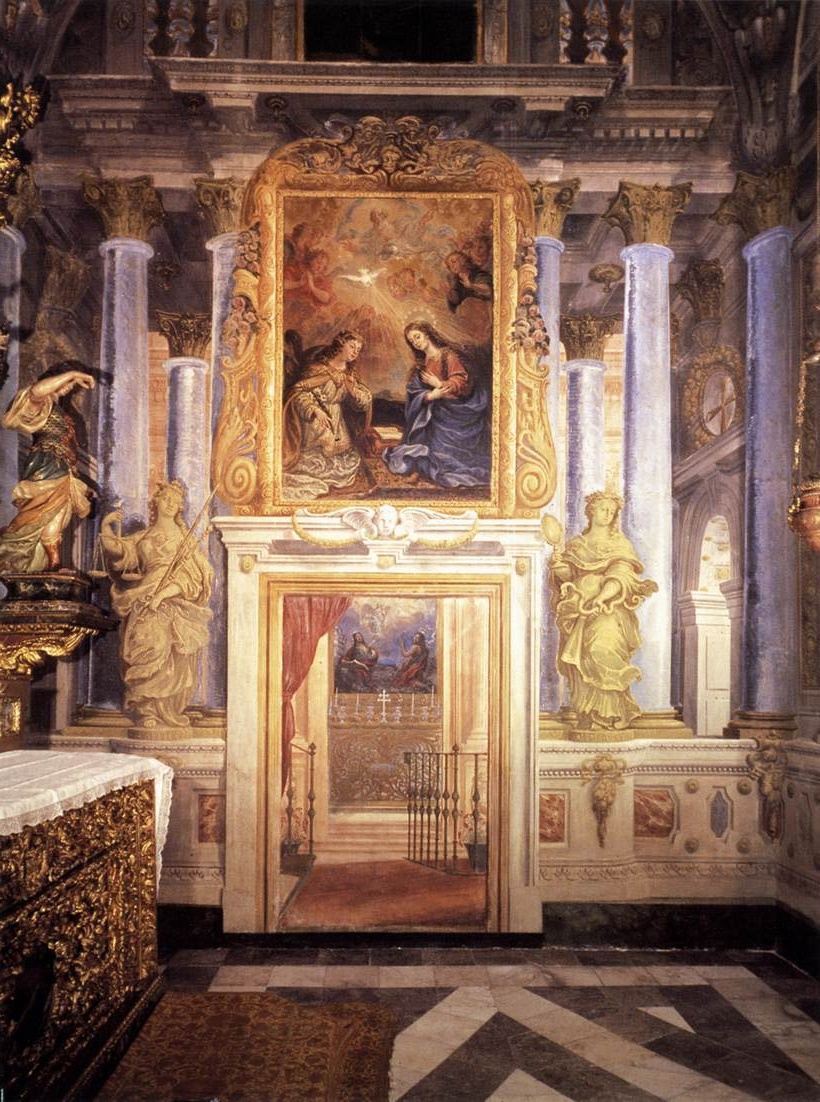
Francisco Rizi: Dekoration der Capilla del Milagro im Monasterio de las Descalzas Reales, Madrid, 1678 – eine Kombination aus Illusionsmalerei in Freskotechnik und Andachtbildern in Öl

Abgesehen von seinen vorübergehenden Problemen mit dem Hof, erhielt Rizi weiterhin bedeutende Aufträge von der Kirche. Zu den künstlerisch bedeutendsten gehört die heute noch erhaltene Dekoration der Capilla del Milagro (Wunderkapelle) im Monasterio de las Descalzas Reales, die er zusammen mit Dionisio Mantuano 1678 in Fresko und Öl schuf, und die einen „definitiven Triumph der Illusionsmalerei“ darstellt.
1685 erhielt Rizi den Auftrag eines Gemäldes der Sagrada Forma für die Sakristei des Klosterpalastes von El Escorial, das er nicht mehr fertigstellen konnte, da ihn ganz plötzlich am 2. August der Tod ereilte – das Gemälde wurde von seinem Schüler Claudio Coello vollendet.
Rizi war zur Zeit seines Todes bereits Witwer und hatte keine Kinder. In seinem Testament, das er am Tage seines Todes machte, setzte er seine Schwägerin Ana de Ayala als seine Erbin ein; sein letzter Schüler Isidoro Arredondo, der auch verheiratet war mit einer Patentochter von Rizi erbte seine Skizzen und all seine Bücher über Malerei, Skulptur und Arquitektur. Laut Inventar seiner Güter besaß er neben einigen „prächtigen“ Kleidern und Möbeln ein Porträt und Landschaften von Velázquez, eine Landschaft von El Greco, Kopien von Tizian, Veronese, Tintoretto und Orrente, Bodegones, Blumenstücke, Porträts und Andachtsbilder, darunter einige Heilige der Jesuiten und mehrere Bilder der Jungfrau „del Sagrario“, „de Atocha“ und „de la Almudena“. Zahlreiche Andachtsbücher, die Emblemas von Alciato und von Sebastián de Covarrubias, die Historia von Padre Juan de Mariana, die Elemente von Euklid, die Arithmetik von Juan Pérez de Moya, Werke von Ovid und Francisco de Quevedo u. a. machen das Zeugnis von Palomino glaubhaft, dass Rizi ein humanistisch und in heiligen Wissenschaften sehr gebildeter Maler war.
Francisco Rizi war ein gesuchter Lehrer und zu seinen Schülern zählen u. a. Juan Antonio Escalante, José Antolínez und besonders Claudio Coello. Sein letzter Schüler war der bereits genannte Isidoro Arredondo.

## Werk
In der Malerei Francisco Rizis manifestieren sich die neuen Formen des spanischen Barock, zu dessen Protagonisten er gehörte. Seine Kunst ist inspiriert vom Kolorismus der Venezianer Tizian und Tintoretto, und auch von Rubens, wie dies überhaupt typisch für die Malerschule von Madrid ist (Velázquez, Carreño de Miranda, und später Francisco de Herrera d. J., Claudio Coello u. a.). Typisch für Rizi in seinen besten Werken ist eine beinahe „aufgelöste“, quasi vor-impressionistische Technik mit sehr freier Pinselführung und chromatisch vibrierenden, zum Teil verschwimmenden Farben. „Mit seinem lockeren und weichen Pinselstrich, voll farbenfroher Pracht, gelingt es ihm, dynamische und ausdrucksstarke Bewegungseffekte zu erzeugen“. Überragend sind insbesondere seine Fresken, mit ihren perspektivischen Architekturen und „spektakulären Darstellungen eines beseelten Himmels“.
Zu seinen bedeutendsten noch erhaltenen Werken zählen u. a. eine Purisima Concepción (Unbefleckte Empfängnis) von 1651; eine große und eine kleine Verkündigung (Anunciacion), die beide um 1663 entstanden; eine große Inmaculada Concepción (ca. 1674–1675), eine Anbetung der Hirten (ca. 1670) – heute alle im Prado. Im Vergleich mit Velázquez und Carreño de Miranda hinterließ er auffällig wenige Porträts, die auch nicht zu seinen Stärken zählen, zu den wenigen Ausnahmen zählt das Bildnis Ein General der Artillerie (1660, Prado), das einen Einfluss von van Dyck zeigt, wie die (nicht nur) spanische Porträtkunst dieser Zeit insgesamt.
Eine Ausnahme in Rizis Werk ist ein Gemälde, das er im Auftrag der Inquisition malte und das ein feierliches Autodafé auf der Plaza Mayor in Madrid (Prado, Madrid) darstellt, welches am 30. Juni 1680 stattfand. Das Bild wurde 1683 von Rizi fertiggestellt und gilt als historisch bedeutendes Zeugnis. Es handelte sich um das letzte feierliche Autodafé in Madrid im 17. Jahrhundert, bei dem 137 Menschen aus ganz Spanien hingerichtet wurden, darunter 18, denen man vorwarf, dass sie mit dem Judentum sympathisierten, und ein Mohammedaner.

Werke (Auswahl)
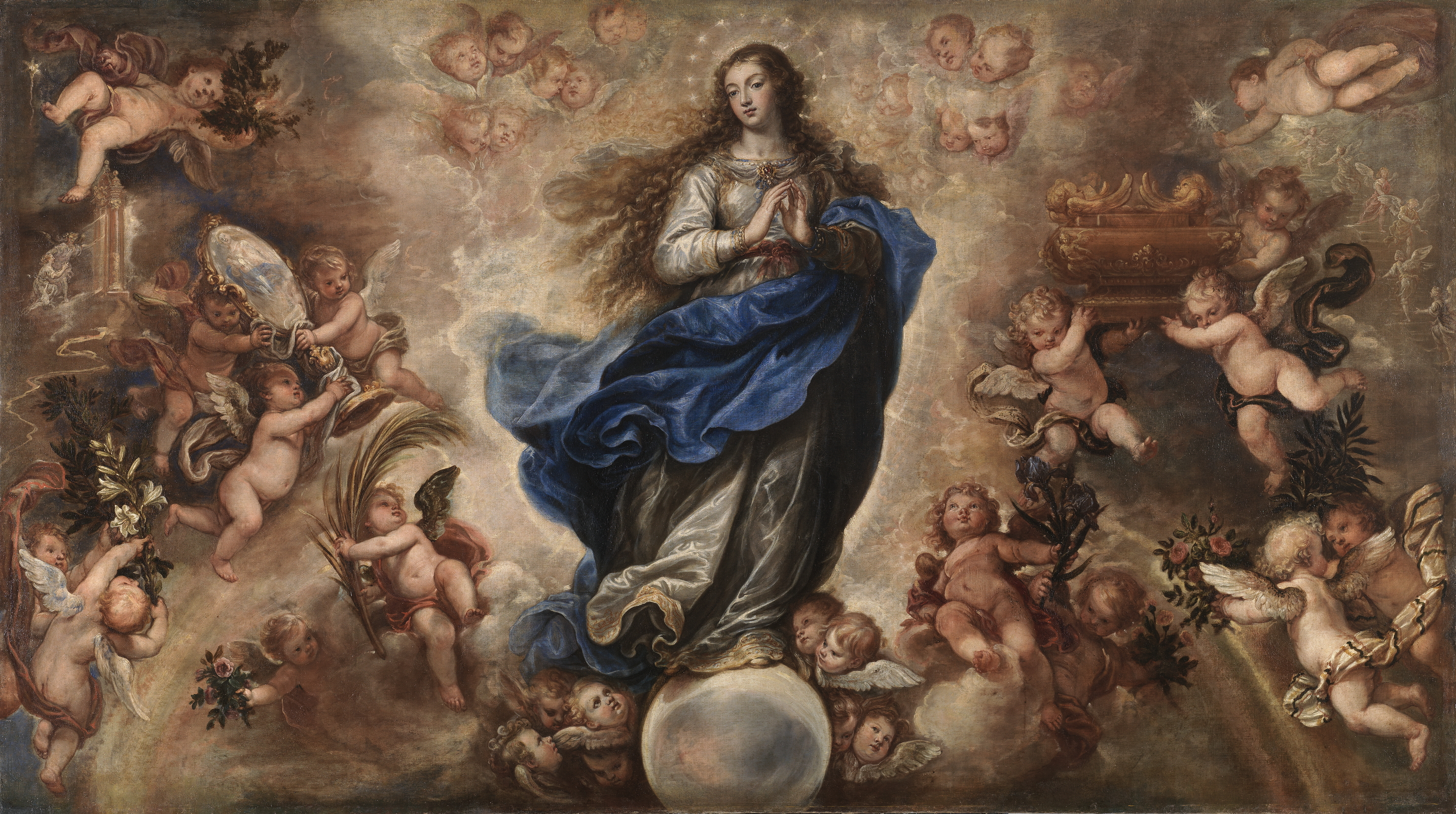
Immaculada Concepción, ca. 1674–1675, 211 × 376 cm, Prado, Madrid. Die Engel drumherum tragen verschiedene Mariensymbole.

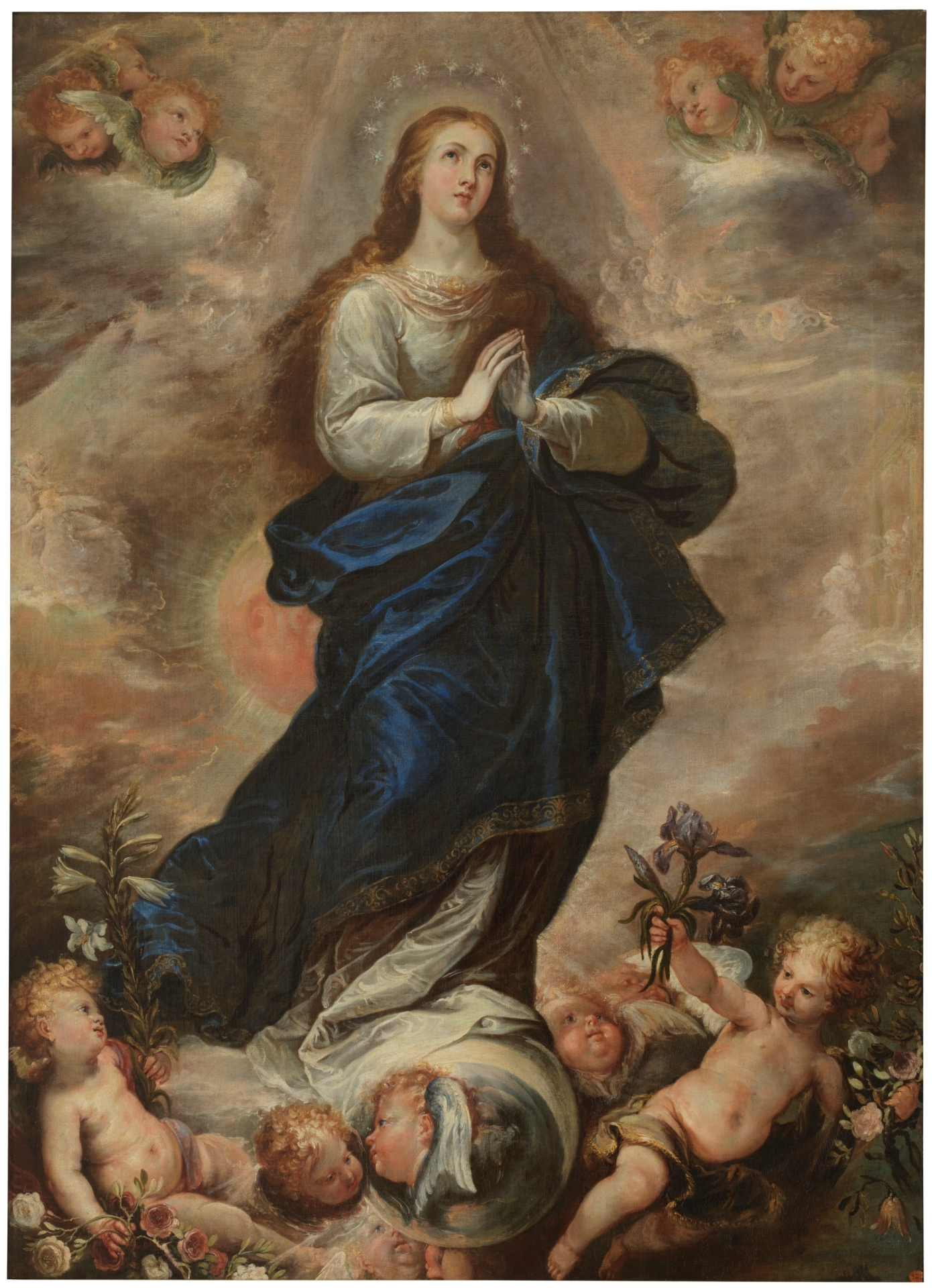
Purisima Concepción (Unbefleckte Empfängnis), 1651, 289 × 174 cm, Prado, Madrid
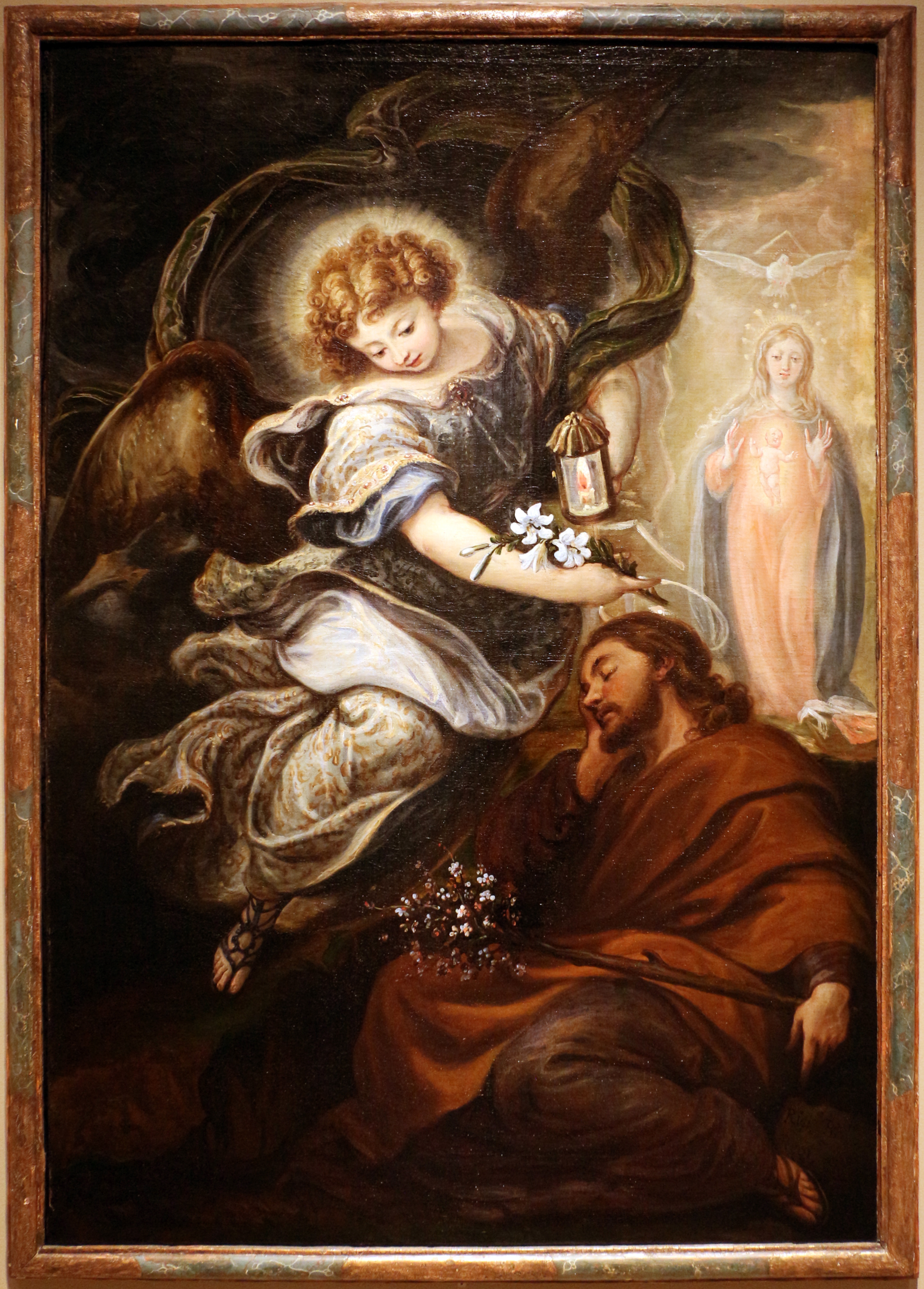
Der Traum des Joseph, ca. 1665, Indianapolis Museum of Art
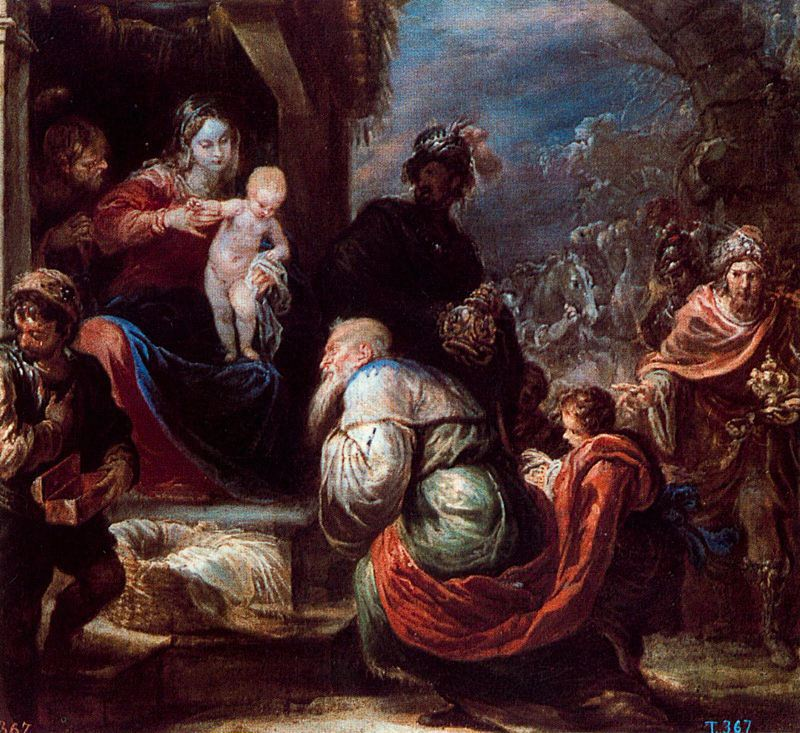
Anbetung der Könige, ca. 1670, 54 × 57 cm, Prado, Madrid
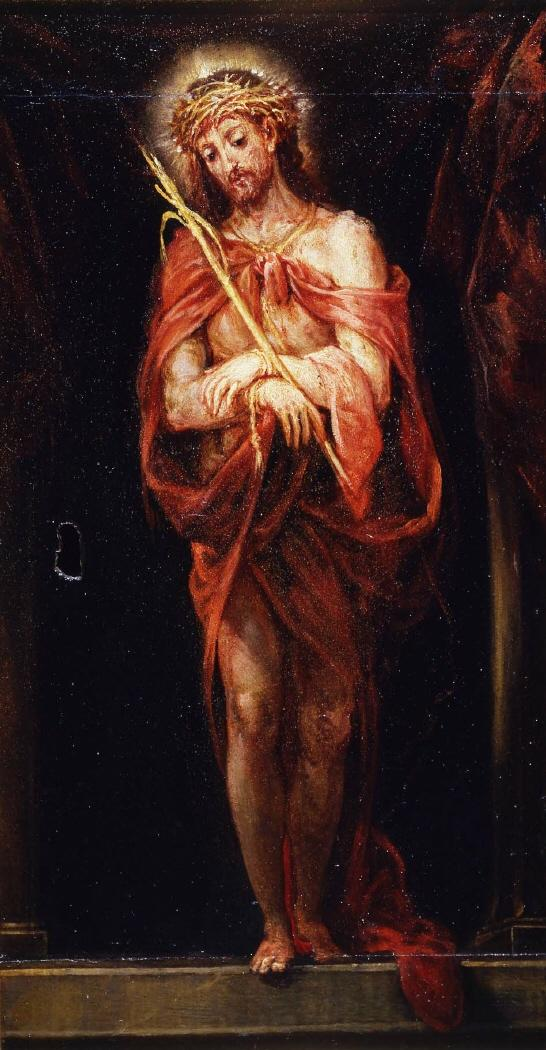
Ecce homo, ca. 1670, 58 × 35 cm, Real Academia de Bellas Artes de San Fernando, Madrid
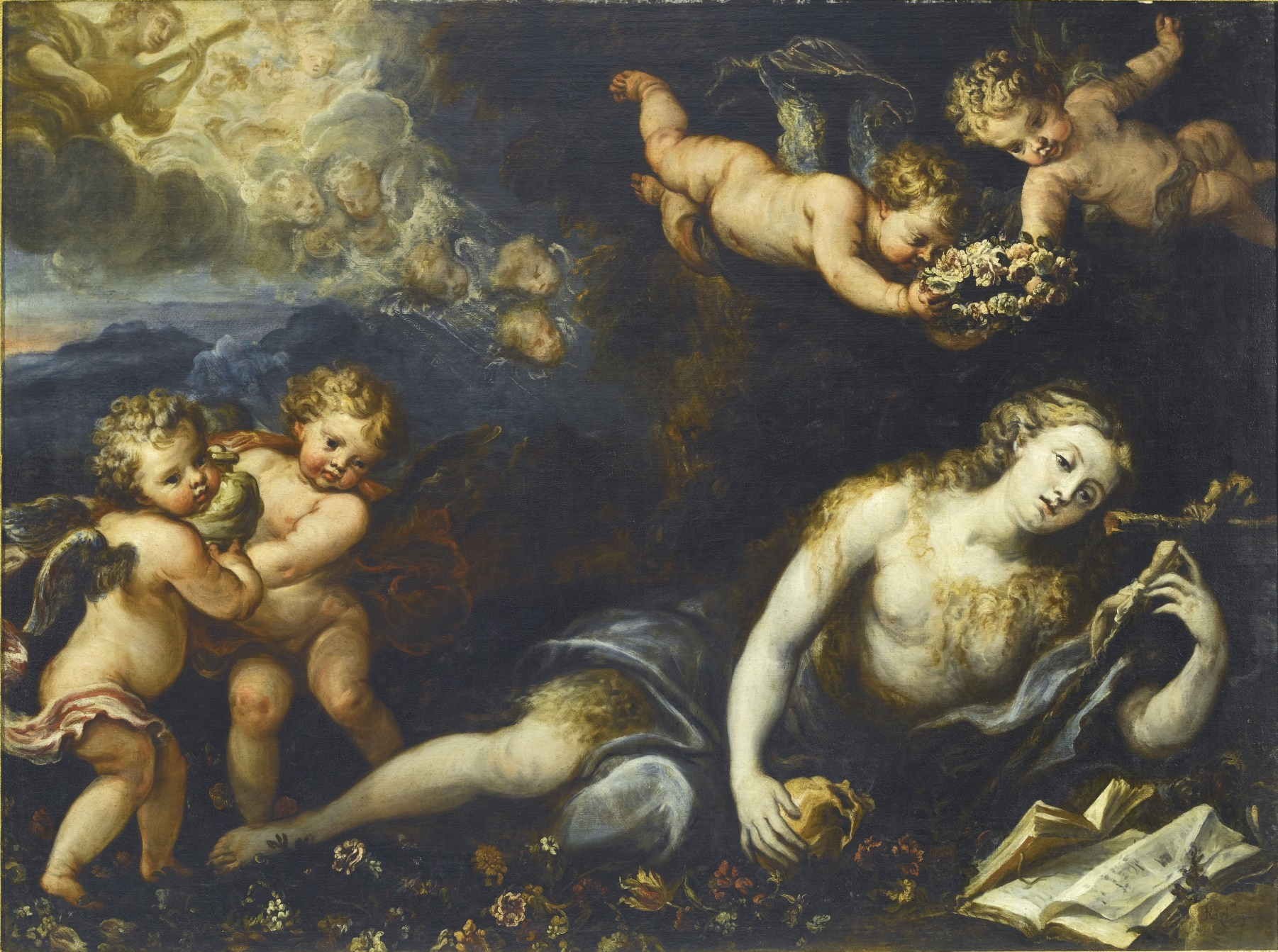
Büßende Magdalena, 125 × 168 cm, Privatsammlung
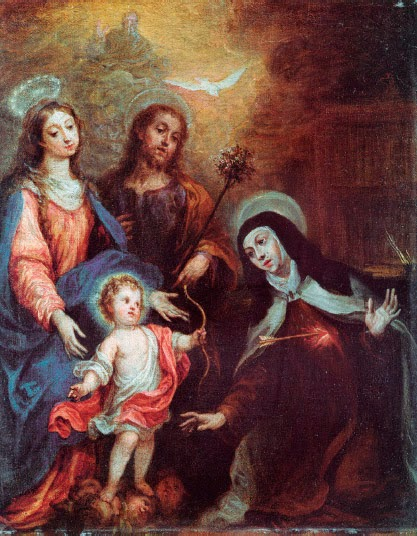
Transverberation der Heiligen Teresa von Ávila, ca. 1660–1670

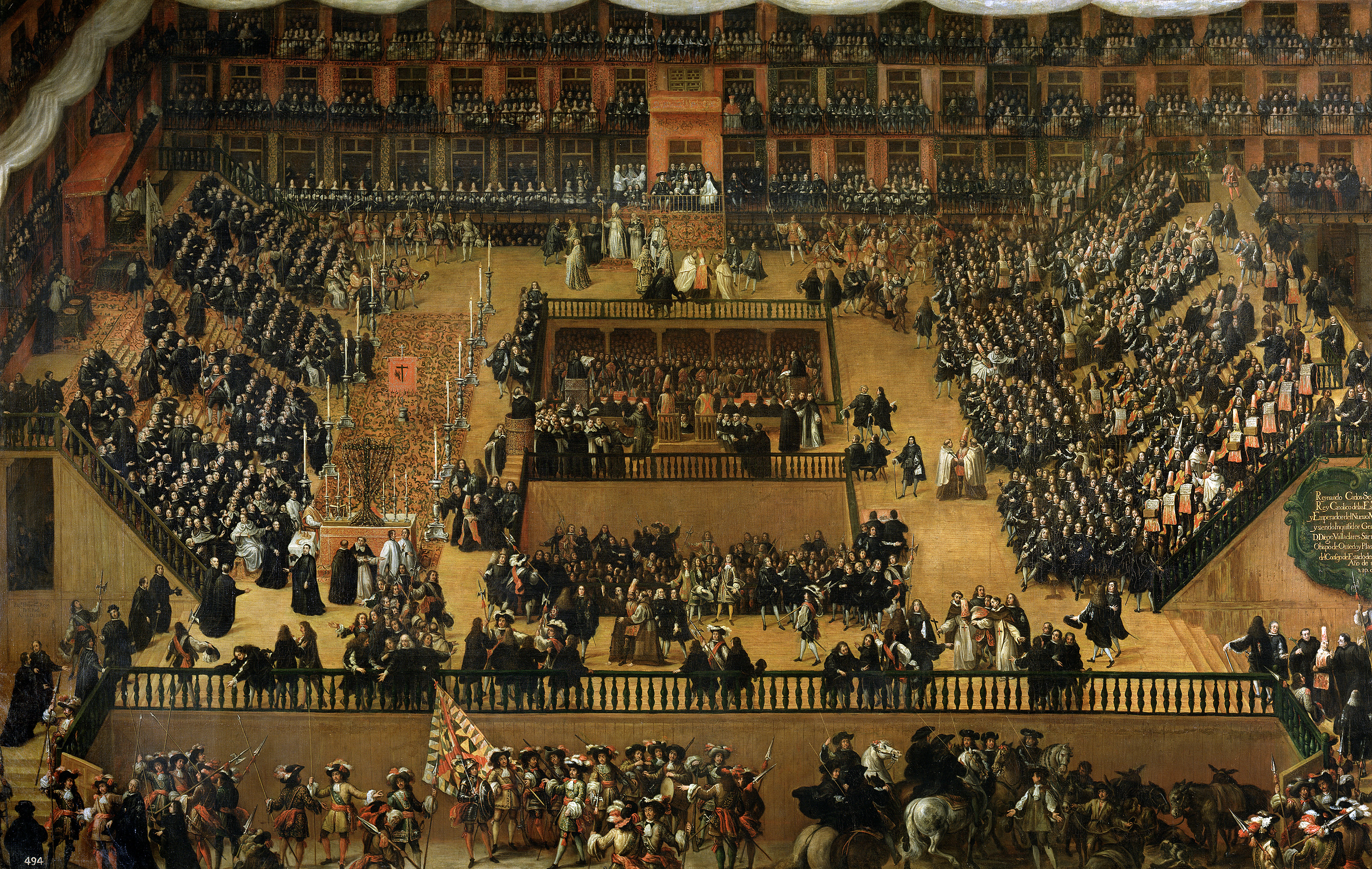
Autodafé auf der Plaza Mayor in Madrid, 1683, 277 × 438 cm, Prado, Madrid